# OR5F1
OR5F1 (англ. Olfactory receptor family 5 subfamily F member 1) – білок, який кодується однойменним геном, розташованим у людей на короткому плечі 11-ї хромосоми. Довжина поліпептидного ланцюга білка становить 314 амінокислот, а молекулярна маса — 35 132.
| 10         |  | 20         |  | 30         |  | 40         |  | 50         |
| ---------- |  | ---------- |  | ---------- |  | ---------- |  | ---------- |
| MTRKNYTSLT |  | EFVLLGLADT |  | LELQIILFLF |  | FLVIYTLTVL |  | GNLGMILLIR |
| IDSQLHTPMY |  | FFLANLSFVD |  | VCNSTTITPK |  | MLADLLSEKK |  | TISFAGCFLQ |
| MYFFISLATT |  | ECILFGLMAY |  | DRYAAICRPL |  | LYSLIMSRTV |  | YLKMAAGAFA |
| AGLLNFMVNT |  | SHVSSLSFCD |  | SNVIHHFFCD |  | SPPLFKLSCS |  | DTILKESISS |
| ILAGVNIVGT |  | LLVILSSYSY |  | VLFSIFSMHS |  | GEGRHRAFST |  | CASHLTAIIL |
| FYATCIYTYL |  | RPSSSYSLNQ |  | DKVASVFYTV |  | VIPMLNPLIY |  | SLRSKEVKKA |
| LANVISRKRT |  | SSFL       |  |            |  |            |  |            |

A: Аланін

C: Цистеїн

D: Аспарагінова кислота

E: Глутамінова кислота

F: Фенілаланін

G: Гліцин

H: Гістидин

I: Ізолейцин

K: Лізин

L: Лейцин

M: Метіонін

N: Аспарагін

P: Пролін

Q: Глутамін

R: Аргінін

S: Серин

T: Треонін

V: Валін

Кодований геном білок за функціями належить до рецепторів, g-білокспряжених рецепторів, білків внутрішньоклітинного сигналінгу. 
Локалізований у клітинній мембрані, мембрані.